# Eriococcus lidgetti
Eriococcus lidgetti är en insektsart som först beskrevs av Cockerell 1899.  Eriococcus lidgetti ingår i släktet Eriococcus och familjen filtsköldlöss. Inga underarter finns listade i Catalogue of Life.